# Cölestin Wolfsgruber

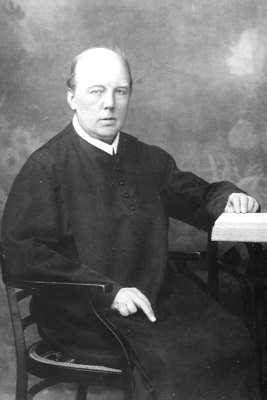
Pater Cölestin Wolfsgruber OSB, um 1910

Cölestin Wolfsgruber OSB (* 11. Mai oder 14. Mai 1848 in Neukirchen bei Altmünster, Oberösterreich; † 26. November 1924 in Wien; eigentlich Johann Nepomuk Wolfsgruber) war ein österreichischer römisch-katholischer Kirchenhistoriker und Hofprediger.

## Leben
Johann Nepomuk Wolfsgruber kam laut Taufmatrikel der römisch-katholischen Pfarre Neukirchen bei Altmünster am 11. Mai 1848 als uneheliches Kind der Aloysia Wolfsgruber zur Welt. Spätere Biografen wie Wurzbach geben sein Geburtsdatum genauso wie der Eintrag in der Sterbematrikel der Schottenpfarre mit 14. Mai an. Wolfsgruber wuchs bei seinen Großeltern auf einem Bauernhof auf der Großalm zwischen Atter- und Traunsee auf. In der Dorfschule von Neukirchen erhielt der als begabt erscheinende Wolfsgruber nur mangelhafte Förderung. Seine Mutter nahm in Wien eine Dienststelle an und übersiedelte mit dem Jungen in die Hauptstadt, wo dieser seine weitere Schulausbildung am Schottengymnasium absolvieren konnte.
Wolfsgruber trat nach der Matura 1869 in die Schottenabtei ein, wo er den Ordensnamen Cölestin annahm. Von 1870 bis 1874 studierte er Theologie an der Universität Wien. 1874 wurde er zum Priester geweiht. Ab 1879 unterrichtete er Religion am Schottengymnasium, ab 1882 auch Geschichte und Geographie. Im Kloster wurde er mit den Funktionen des Stiftsarchivars (ab 1886) und des Stiftsbibliothekars (ab 1894) betraut. 1901 wurde Wolfsgruber in Nachfolge seines Mitbruders Clemens Kickh zum Hofprediger an der Wiener Hofkapelle ernannt, ein Amt, das er bis 1920 ausübte. Von 1903 bis 1919 war er Universitätsprofessor für Kirchengeschichte und Patrologie an der Universität Wien, daneben 1907/1908 und 1911/1912 Dekan der Katholisch-Theologischen Fakultät.
Die zahlreichen wissenschaftlichen Publikationen Wolfsgrubers decken ein weites Feld ab und reichen von patristischen Texten über Auseinandersetzungen mit der „Imitatio Christi“ bis hin zu Biografien von Personen des 18. und 19. Jahrhunderts. Vor allem als Quellensammlungen haben seine Werke auch heute noch bleibenden Wert.
Seit 1910 war er Ehrenmitglied der katholischen Studentenverbindung KÖStV Kürnberg Wien.

## Werke (Auswahl)
- Giovanni Gersen. Sein Leben und sein Werk. De Imitatione Christi. Augsburg 1880.
- Lehrbuch der Kirchengeschichte für Gymnasien. Wien 1883.
- Geschichte der Loretokapelle bei St. Augustin in Wien. Wien 1886. (archive.org)
- Die Kaisergruft bei den Kapuzinern in Wien. Wien 1887. (archive.org)
- Die Hofkirche zu St. Augustin in Wien. Augsburg 1888.
- Joseph Othmar Cardinal Rauscher, Fürsterzbischof von Wien. Sein Leben und sein Wirken. Freiburg i. Br. 1888.
- Gregor der Große. Saulgau 1890.
- Christoph Anton Kardinal Migazzi, Fürsterzbischof von Wien. Saulgau 1890.
- Die Correspondenz des Schottenabtes Anton Spindler von Hofegg. Wien 1893 (Herausgeber).
- Carolina Auguste, die »Kaiserin-Mutter«. Wien 1893.
- Regesten aus dem Archive des Stiftes Schotten zu Wien. In: Quellen zur Geschichte der Stadt Wien. Band 1, Wien 1895, S. 39–118.
- Augustinus. Auf Grund des kirchengeschichtlichen Nachlasses von Joseph Othmar Kardinal Rauscher. Paderborn 1898.
- Franz I., Kaiser von Österreich. 2 Bände. Wien–Leipzig 1899.
- Die k. u. k. Hofburgkapelle und die k. u. k. geistliche Hofkapelle. Wien 1904. (1905: archive.org)
- Friedrich Kardinal Schwarzenberg. 3 Bände. Wien 1906, 1916, 1917
- Kirchengeschichte Österreich-Ungarns. Wien–Leipzig 1909.
- Sigismund Anton Graf Hohenwart, Fürsterzbischof von Wien. Graz 1912.